# ليونيل موريسون
ليونيل موريسون (بالإنجليزية: Lionel Morrison)‏ هو صحفي بريطاني، ولد في 13 أكتوبر 1935، وتوفي في 31 أكتوبر 2016.